# トゥールン・デチェン区
トゥールン・デチェン区（トゥールン・デチェンく）は中華人民共和国チベット自治区ラサ市の市轄区の一つ。区名はチベット語で「上谷極楽」の意。ラサ川が南に曲がるところ、ヤルンツァンポ川中流に位置する。区政府所在地は東嘎街道。

## 行政区画
4街道、3鎮を管轄：
- 街道：東嘎街道、乃瓊街道、羊達街道、柳梧街道
- 鎮：古栄鎮、馬鎮、デチェン鎮（徳慶鎮）

## 交通

### 鉄道
- 中国国家鉄路集団
  - 青蔵鉄道

（西寧方面）- 昂嘎駅 - 馬郷駅 - 古栄駅 - ラサ西駅 - ラサ駅
  - ラサ・シガツェ鉄道

（シガツェ方面）- ラサ南駅 - ラサ駅

### 道路

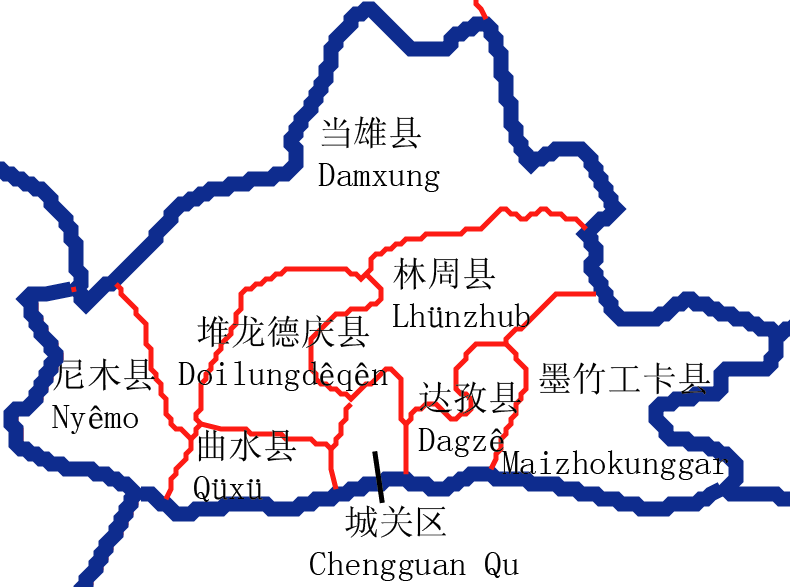
ラサ市の行政区画

- 高速道路
  -  京蔵高速道路
  -  雅葉高速道路（中国語版）
- 国道
  - G109国道
  - G318国道